# Некрасов, Юрий Петрович
Юрий Петрович Некрасов (17 февраля 1907 года, Херсон — 27 декабря 1975 года, Комсомольск-на-Амуре, Хабаровский край) — советский военный деятель, полковник (1944 год).

## Начальная биография
Юрий Петрович Некрасов родился 17 февраля 1907 года в Херсоне.

## Военная служба

### Довоенное время
В сентябре 1928 года призван в ряды РККА и направлен на учёбу в Одесскую военную школу, после окончания которой в мае 1930 года назначен на должность командира взвода, а затем — на должность инструктора физической подготовки 45-го стрелкового полка (Украинский военный округ).
После окончания Ленинградских курсов усовершенствования командного состава физического образования в марте 1932 года был направлен в 94-ю стрелковую дивизию (Сибирский военный округ), где служил на должностях инструктора физической подготовки, командира роты 281-го стрелкового полка и командира батальона 64-го стрелкового полка
В июле 1939 года направлен на учёбу в Военную академию имени М. В. Фрунзе.

### Великая Отечественная война
После окончания академии с июля 1941 года Некрасов состоял в распоряжении Военного совета Западного фронта и вскоре был назначен на должность командира 712-го стрелкового полка (162-я стрелковая дивизия), который вскоре принимал участие в боевых действиях в ходе Смоленского сражения.
В октябре назначен на должность начальника штаба 361-й стрелковой дивизии (Уральский военный округ), которая после завершения формирования в декабре была передислоцирована из-под Уфы в Пошехонье-Володарск (Ярославская область) и вскоре приняла участие в боевых действиях в ходе битвы за Москву и Ржевско-Вяземской наступательной операции.
В феврале 1942 года назначен на должность начальника штаба 355-й стрелковой дивизии, а в июле — на должность начальника штаба 357-й стрелковой дивизии.
С 19 августа 1942 года состоял в распоряжении Военного совета ВДВ Красной Армии и затем был назначен на должность начальника штаба 5-го воздушно-десантного корпуса. В период с 17 сентября по 25 ноября исполнял должность командира корпуса, который формировался в Ивановской области, затем дислоцировался в районе ст. Раменское (Московская область) и в декабре был преобразован в 7-ю гвардейскую воздушно-десантную дивизию, а Некрасов стал начальником штаба.
В июле 1943 года назначен на должность начальника штаба 8-й гвардейской воздушно-десантной дивизии, которая вскоре принимала участие в боевых действиях в ходе Орловской, Черниговско-Полтавской, Уманско-Ботошанской и Ясско-Кишинёвская наступательных операций.
В январе 1945 года назначен на должность начальника штаба 107-й гвардейской стрелковой дивизии в составе 39-го гвардейского стрелкового корпуса, которая вскоре принимала участие в боевых действиях в ходе Венской и Пражской наступательных операций.

### Послевоенная карьера
После окончания войны находился на прежней должности в составе Центральной группы войск. В декабре 1945 года был снят с занимаемой должности в связи с потерей секретных документов, после чего находился в распоряжении Главного управления кадров НКО и в марте 1946 года назначен на должность преподавателя кафедры общей тактики и специальных родов войск Офицерской школы штабной службы.
Полковник Юрий Петрович Некрасов в августе 1946 года вышел в запас. Умер 27 декабря 1975 года в Комсомольске-на-Амуре.

## Награды
- Два ордена Красного Знамени (23.06.1944, 18.04.1945);
- Два ордена Красной Звезды (04.10.1943, 03.11.1944);
- Медали;

- Иностранный орден.